# Women's Wear Daily
Women's Wear Daily (також відомий як WWD, перекладається як «Жіночий одяг на щодень») — журнал про індустрію моди, заснований у Нью-Йорку Едмундом Ферчайлдом 13 липня 1910 року.
Він був настільки авторитетним, що отримав прізвисько «Біблія моди». В основному йдеться про зміни трендів і новини в індустрії моди для чоловіків і жінок.

## Редакційна історія
WWD був головним виданням Fairchild Media, що належить Penske Media Corporation. У 2017 році він став цифровим. Едіт Розенбаум Рассел була першим паризьким кореспондентом журналу Women's Wear Daily. Журнал відіграв важливу роль у поширенні популярності італійської моди в Сполучених Штатах настільки, що в 1954 році стилісти Еміліо Шуберт, Вінченцо Фердінанді та Сорелла Фонтана нагородили редакторку та кореспондентку журналу Еліс Перкінс титулом посла італійської моди в США.
У 1999 році Fairchild Publications була продали компанії Advance Publications, материнській компанії Condé Nast Publications. У результаті Fairchild Publications став підрозділом Condé Nast, хоча WWD технічно керувався окремо від споживчих видань Condé Nast, таких як Vogue і Glamour.
У листопаді 2010 року WWD відзначив своє 100-річчя у Нью-Йорку, за участю деяких провідних експертів індустрії моди, включаючи дизайнерів Ральфа Лорена, Альбера Ельбаза, Марка Джейкобса та Майкла Корса.
19 серпня 2014 року Conde Nast продала Women's Wear Daily компанії Penske Media Corporation. Купівля PMC включала дочірні видання журналів WWD Footwear News, Menswear, M Magazine і Beauty Inc., а також бізнес Fairchild за ціною близько 100 мільйонів доларів.